# Riccardo Scamarcio
Riccardo Dario „Ricky” Scamarcio (ur. 13 listopada 1979 w Trani) – włoski aktor i producent filmowy.

## Życiorys

### Wczesne lata
Urodził się w Trani, w regionie Apulia, jako syn artystki malarki Irene Petrafesy i Emilio Scamarcio. W wieku 16 lat, za radą przyjaciela, przeniósł się do Rzymu, gdzie studiował na wydziale aktorskim w Centro sperimentale di cinematografia.

### Kariera
Jego debiutancką rolą była postać Michele'a Reale w serialu telewizyjnym Koledzy (Compagni di scuola, 2000). Później znalazł się w telewizyjnym filmie sensacyjno-przygodowym Kochaj wroga 2 (Ama il tuo nemico 2, 2001). Na kinowym ekranie zadebiutował jako Andrea Utano w melodramacie Nasze najlepsze lata (La Meglio gioventù, 2003) u boku Alessio Boni, Jasmine Trincy i Luigi Lo Cascio. Grywał także w teatrze w przedstawieniach: Non essere - Mise en espace (2003), Trzej muszkieterowie (2004), Inteligencja, serce, palce (2009) na motywach listów Mozarta i Romeo i Julia (2011).
Po występie w filmie Teraz albo nigdy (Ora o mai più, 2003), stał się znany włoskiej publiczności dzięki roli Stepa, agresywnego chuligana, którego życie składa się wyłącznie z ćwiczeń na siłowni, wyścigów na motorze i bijatyk do upadłego, w melodramacie Trzy metry nad niebem (Tre metri sopra il cielo, 2004). Wkrótce dołączył do obsady Opowieści kryminalnej (Romanzo criminale, 2005) Michele Placido w roli Nero z Kim Rossi Stuartem.
W 2006 roku trafił do miniserialu Canale 5 Czarna strzała (La freccia nera, 2006) wg powieści Roberta Louisa Stevensona. Potem wziął udział w dramacie Mój brat jest jedynakiem (Mio fratello è figlio unico, 2007) jako Manrico Benassi, komedii romantycznej Podręcznik miłości 2 (Manuale d'amore 2 - Capitoli successivi, 2007), melodramacie Tylko ciebie chcę (Ho voglia di te, 2007) i komediodramacie Abla Ferrary Go Go Tales (2007) jako doktor Steven z Willem Dafoe i Matthew Modine.
Spotykał się z Laurą Chiatti i Angelą Liso. Na planie dramatu Texas (2005) poznał aktorkę Valerią Golino, z którą w kwietniu 2006 roku związał się. W 2016 roku para rozstała się.

## Nagrody i nominacje
| Rok  | Nagroda                                       | Kategoria                                        | Film                                                         | Rola            | Rezultat  |
| ---- | --------------------------------------------- | ------------------------------------------------ | ------------------------------------------------------------ | --------------- | --------- |
| 2006 | Międzynarodowy Festiwal Filmowy w Berlinie    | Nagroda fotografów European Film Promotion (EFP) | -                                                            | -               | Wygrana   |
| 2007 | David di Donatello                            | Najlepszy aktor drugoplanowy                     | Mój brat jest jedynakiem (Mio fratello è figlio unico, 2007) | Manrico Benassi | Nominacja |
| 2009 | 66. Międzynarodowy Festiwal Filmowy w Wenecji | Nagroda Pasinetti - wyróżnienie specjalne        | Wielkie marzenie (Il grande sogno)                           | Nicola          | Wygrana   |
| 2009 | David di Donatello                            | Najlepszy aktor                                  | Sam się nie uratujesz (Nessuno si salva da solo)             | Gaetano         | Nominacja |
| 2014 | FICE - Federazione Italiana Cinema d'Essai    | Najlepszy aktor                                  | Un ragazzo d'oro (2014)                                      | Davide Bias     | Wygrana   |
| 2014 | David di Donatello                            | Najlepszy producent z Violą Prestieri            | Miele (2013)                                                 | -               | Nominacja |
| 2015 | 72. Międzynarodowy Festiwal Filmowy w Wenecji | Nagroda Pasinetti - wyróżnienie specjalne        | La Prima Luce (2015)                                         | sobowtór        | Wygrana   |
| 2015 | David di Donatello                            | Najlepszy aktor                                  | Sam się nie uratujesz (Nessuno si salva da solo)             | Gaetano         | Nominacja |

## Wybrana filmografia

### Filmy fabularne
- 2001: Kochaj wroga 2 (Ama il tuo nemico 2) jako
- 2003: Nasze najlepsze lata (La Meglio gioventù) jako Andrea Utano, dorosły
- 2003: Teraz albo nigdy (Ora o mai più) jako Biri
- 2004: Trzy metry nad niebem (Tre metri sopra il cielo) jako Step
- 2004: Zapach krwi (L'odore del sangue) jako
- 2005: L'uomo perfetto jako Antonio
- 2005: Texas jako Gianluca Baretti
- 2005: Opowieść kryminalna (Romanzo criminale) jako Il Nero
- 2007: Mój brat jest jedynakiem (Mio fratello è figlio unico) jako Manrico Benassi
- 2007: Go Go Tales jako doktor Steven
- 2007: Podręcznik miłości 2 (Manuale d'amore 2 - Capitoli successivi) jako Nicola
- 2007: Tylko ciebie chcę (Ha voglia di te) jako Step
- 2008: Colpo d'occhio jako Adrian
- 2009: Wielkie marzenie (Il grande sogno) jako Nicola
- 2009: Na pierwszej linii (La prima linea) jako Sergio Segio
- 2009: Czarny lud (L'uomo nero) jako Pinuccio
- 2009: Eden jest na zachodzie (Eden à l'ouest) jako Elias
- 2010: Mine vaganti. O miłości i makaronach (Mine vaganti) jako Tommaso Cantone
- 2010: Nasze życie (La nostra vita)
- 2010: Samotność liczb pierwszych (La Solitudine dei numeri primi) jako Mattia Balossino
- 2011: Poliss jako Francesco
- 2011: Kochaj wroga 2 (Manuale d'amore 3) jako Roberto
- 2012: Czerwony i niebieski (Il Rosso e il blu) jako profesor Giovanni Prezioso
- 2012: Zakochani w Rzymie (To Rome With Love) jako hotelowy rabuś
- 2013: Miasta miłości (Third Person) jako Marco
- 2013: Una piccola impresa meridionale jako Arturo
- 2013: Border Informant jako Mario / Claudio Pasco Lanfredi
- 2014: Pasolini jako Ninetto Davoli
- 2014: Un ragazzo d'oro jako Davide Bias
- 2014: Effie Gray jako Raffaele
- 2015: Io che amo solo te jako Damiano
- 2015: Ugotowany (Burnt) jako Max
- 2015: London Spy (TV) jako sobowtór
- 2015: La Prima Luce jako Marco
- 2015: Sam się nie uratujesz (Nessuno si salva da solo) jako Gaetano
- 2015: Maraviglioso Boccaccio jako Gentile Carisendi
- 2016: Pericle il Nero jako Pericle
- 2017: Dalida. Skazana na miłość jako Orlando, brat Dalidy
- 2017: John Wick 2 jako Santino D’Antonio
- 2017: Andorra jako porucznik Afgroni

### Teledyski
- Ti scatterò una foto - Tiziano Ferro (2007)
- Drammaturgia - Le Vibrazioni (2008)
- Insolita - Le Vibrazioni (2008)
- Meraviglioso - Negramaro (2008)
- Dove cadono i fulmini - Erica Mou (2013)